# Isabelle Tuchband
'Isabelle Tuchband' (Taubaté, 1968) é uma artista plástica franco-brasileira contemporânea.
Participou de várias exposições nacionais e internacionais e desenvolveu diversos projetos artísticos, inclusive uma obra de arte pública em São Paulo.

## Biografia
Nascida em março de 1968, na cidade de Taubaté, Isabelle  é filha do pintor francês Emile Tuchband (1933-2006) e Marlene Tuchband. Cresceu entre as tintas, telas e pincéis do ateliê do pai, aprendendo desde cedo a ver o mundo com as cores da arte.

A artista vive e trabalha em São Paulo desde 1986, ano em que ela deixa Taubaté para estudar as Artes Plásticas em São Paulo, na Faculdade Santa Marcelina. Dois anos depois, ela resolve estudar as artes plásticas na França, na École nationale supérieure des arts décoratifs, no Museu do Louvre, em Paris.
De volta ao Brasil em 1989, ela inaugura o Atelier Cité em São Paulo, com a artista plástica Verena Matzen. 

Foi em 1996 que a artista realizou uma obra de arte pública com o painel São Paulo Viva na estação do metrô Santa Cruz em colabração com a artista Verena Matzen, em São Paulo. O mural de 6,5 metros quadrados foi constituído por 180 peças de cerâmicas pintadas à mão, instalado com a colaboração da arquiteta Paula Pedrosa, projeto Arte no Metrô da Prefeitura de São Paulo. 

Em 1999, inclusão do seu nome no Dicionário Bénézit (ed. Gründ, 1999), dicionário de referência dos pintores, escultores, desenhistas e gravadores do mundo inteiro. 

Em 2004, a pintora realizou afrescos para a empresa Unilever em São Paulo.  

Seu filho Max Joseph nasce em 2005, fruto da sua relação com Joseph Catão.

Em 2007, ela foi convidada para criar uma obra representada em ânfora comemorativa da empresa O Boticário.

No mesmo ano, a sua obra O Amor Move o Mundo concorre ao Prêmio Abril de Jornalismo. 

Em 2008, ela lançou o seu primeiro livro Será que eu sou assim? no Museu Brasileiro da Escultura (MuBE) e na Pinacoteca do Estado de São Paulo. O livro é uma espécie de biografia ilustrada, com várias fotos das obras - pinturas, esculturas e cerâmicas - intercaladas com as da própria artista, em fases distintas de sua vida, contando assim, o que Isabelle fazia à época. O projeto Resgatando Cultura tem por objetivo registrar e divulgar a obra de artistas plásticos brasileiros, além de promover a inclusão cultural de pessoas com necessidades especiais.

Em 2010, ela lança caixas de gravuras com a Editora Buriti, na Livraria da Vila em São Paulo. No mesmo ano, ela pinta o mural no Bar d’Hôtel do Hotel Marina All Suites, no Rio de Janeiro. 

Em 2011, a artista pinta a Capela da Fazenda Borba Gato, no Vale do Paraíba e cria uma coleção de camisetas para a loja Bobstore e também uma coleção de telas e peças de cerâmicas chamada 1001 Noites para a loja Conceito Firma Casa, em São Paulo. No mesmo ano, foram lançadas as sacolas da loja Tok&Stok, com uma reprodução da obra J'aime Paris au mois de mai. 

A pintora participou do lançamento da coleção Fall-Winter 2011 na loja Diane von Fürstenberg, no Shopping Iguatemi, em São Paulo. Durante uma viagem na França, ela realizou uma pintura mural na casa da família Dumetz em Nice.

Em dezembro de 2011, foi lançado o seu segundo livro chamado Atelier Cité - Paixões Declaradas junto com a artista Verena Matzen, em São Paulo. O livro conta, através de fotos e obras, a história do Atelier Cité, fruto da grande amizade e parceria entre as duas artistas. 

Em 2012, Isabelle  cria uma coleção de jóias Gitane para a designer Francesca Romana Diana, em São Paulo e no Rio de Janeiro. No mesmo ano, ela foi fotografada pelo fotógrafo americano The Selby.

Em janeiro de 2013, ela expôs suas obras na WN Gallery em Nova York, exposição coletiva chamada The New Collectors Selection Exhibition by Basak Malone. 

Em seguida, expôs no Espaço Cultural Citi Bank (Citibank Brasil), curadoria por Jacob Klintowitz, durante uma exposição chamada Isabelle Tuchband e a narrativa primordial. 

Em 2014, foi lançado uma linha de esmaltes da Granado com a arte de Isabelle e de Verena Matzen nas latinhas contendo dois frascos. 

Ela participou do lançamento do livro 'Mitsubishi Motorsports 2013 e criou um Ovo de Páscoa para a Ferrero Rocher.
Um garrafa exclusiva de três litros de Veuve Clicquot pintada pela artista foi leiloada pelo BrazilFoundation, durante o BrazilFoundation Gala São Paulo.

Em maio, foi o lançamento de uma linha de roupas desenhada pela artista especialmente para a rede francesa de supermercados Monoprix, na Embaixada do Brasil em Paris, França.

## Estilo
A cor viva é um elemento onipresente na obra de Isabelle Tuchband. As telas coloridas pintadas de acrílico representam geralmente mulheres, flores e mundos encantados. Isabelle adora retratar pessoas e famílias. 

A artista usa também a colagem na superfície da tela. Vasos e pratos de cerâmica também fazem parte das coleções da pintora. Na hora de pintar, sua principal fonte de inspiração é a música. 

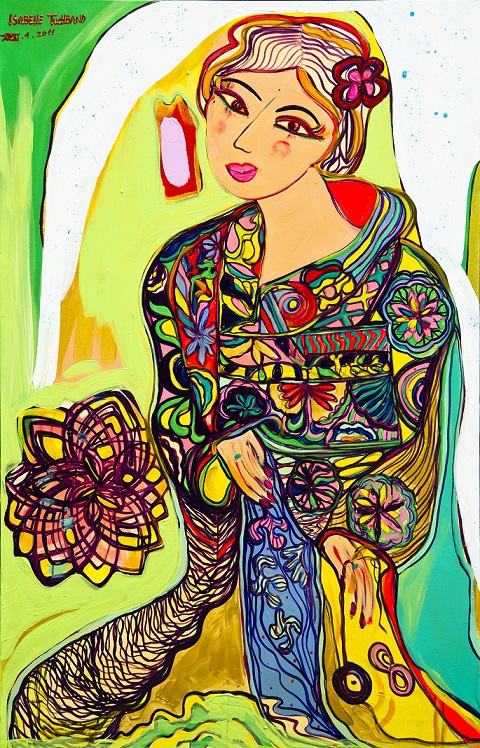
Gueixa Yoyô - 2011

## Seleção de obras

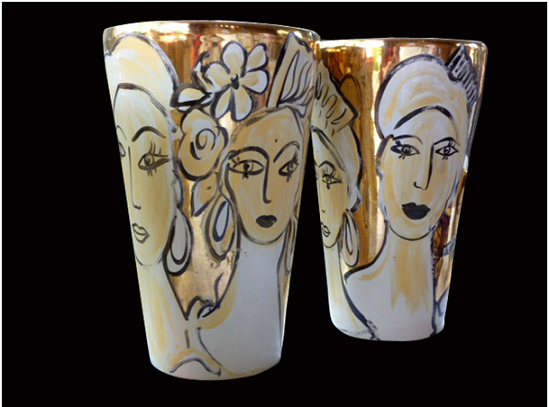
Vasos de cerâmica

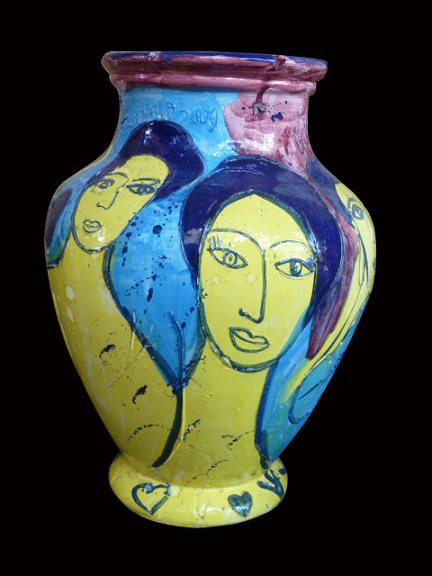
Vaso de cerâmica

- Obra de arte pública São Paulo Viva na estação Santa Cruz do Metrô de São Paulo, painel de cerâmica (1,2m x 5,4m), 1996.
- J'aime Paris au mois de mai, 92x73cm, 2010.
- Gueixa Yoyô, 90x140cm, 2011.
- 1001 Noites, 170x140cm, 2011.
- Menina com pandeiro, 71x88cm, 2011.
- Alma Plena, coleção de vasos e peças de cerâmica, 2013.

## Exposições
- 1992 - Exposição São Paulo na Galeria Consolação, projeto São Paulo para Todos da Prefeitura Municipal de São Paulo.
- 1993 - Exposição individual Faianças no Museu Banespa, em São Paulo.
- 1994 - Exposição no Café Design Tok&Stok, em São Paulo e Curitiba.
- 1995 - Exposição no Museu Banespa, em São Paulo, e Loja Hum, no Rio de Janeiro.
- 1996 - Exposição Vase Vide na Casa Brasil-Espanha - Madrid, Espanha.
- 1997 - Exposição individual Vase Vide na Galerie Landrot, em Paris, França. Expõe no Museu de Arte Contemporânea de Campinas (MACC), São Paulo. Faz uma exposição chamada Artistes et Écrivains no L'Adresse Musée de La Poste, em Paris, França. Expõe no centro ecológico Gaia, em Piracicaba, São Paulo. Faz uma exposição Eles por Nós - Retratos no Atelier Cité, em São Paulo.
- 1998 - Exposição coletiva Artuelle em Beirute, Líbano. Faz uma exposição com o pai Émile Tuchband, chamada Tuchband & Tuchband na Galeria Casa das Artes, em São Paulo. Participa de uma exposição coletiva Vive L'Afrique no Musée de L'Homme, em Paris, França.
- 2001 - Exposição México Imaginário no Centro Cultural Casa das Rosas, em São Paulo. Expõe trabalhos na Galeria Cité em São Paulo, durante uma exposição chamada Confiance et Sérénité.
- 2002 - Exposição Alma Paulista, em São Paulo. Participa de uma exposição coletiva em Berlim, Alemanha. Faz um exposição individual Ma Vie no espaço Esfera, em São Paulo.
- 2003 - Instalação individual no Pavilhão da Bienal, em São Paulo. Faz uma exposição individual Voilá mon Coeur na Galerie Landrot, em Paris, França.
- 2004 - Exposição individual no Canvas, Hotel Hilton de São Paulo, São Paulo. Expões trabalhos na exposição individual Fellini, no Centro Cultural Chakras, em São Paulo.
- 2005 - Exposição na Assembléia Municipal de São Paulo. Participa de uma exposição coletiva no espaço Alumni Hall, em São Paulo e no Museu de Arte Moderna do Rio de Janeiro (MAM), no Rio de Janeiro. Exposição individual no Roti, em São Paulo. Exposição e lançamento do livro Voyage d'Amour, Maison Z, em São Paulo.
- 2007 - Exposição individual O Amor que Move o Sol e as Outras Estrelas, em Lisboa e Cascais, Portugal.
- 2009 - Exposição Papa et moi no Museu no Museu de Arte Brasileira da Fundação Armando Álvares Penteado MAB-FAAP, em São Paulo, com trabalhos de Isabelle e do pai, Emile Tuchband.[14]
- 2010 - Exposição Aba Sheli na Galeria do Centro de Cultura Judaica, com obras de Émile e Isabelle Tuchband, em São Paulo.[15] Exposição individual Viens, na Galerie Landrot, em Paris, França.[16] Exposição Amour, Délices et Lumières‏ na loja Dominici - São Paulo.
- 2012 - Exposição Continuar-me na ProArte Galeria junto com a artista Verena Matzen, São Paulo.[17]
- 2013 - Exposição na WN Gallery, Basak Malone presents The New Collectors Selection Exhibition, Nova York. Exposição Isabelle Tuchband e a narrativa primordial no Espaço Cultural Citi (Citibank Brasil), curadoria Jacob Klintowitz, São Paulo.[9]
- 2014 - Exposição coletiva Horizontes 4x4 para o lançamento do livro Mitsubishi Motorsports 2013, São Paulo. Expõe trabalhos durante a exposição individual À Vous no Hotel Negresco, Nice - França.